# 151430 Nemunas
151430 Nemunas este un asteroid din centura principală de asteroizi.

## Descriere
151430 Nemunas este un asteroid din centura principală de asteroizi. A fost descoperit pe 16 martie 2002 la Moletai de Kazimieras Černis și Justas Zdanavičius. Asteroidul prezintă o orbită caracterizată de o semiaxă mare de 3,07 ua, o excentricitate de 0,10 și o înclinație de 2,7° în raport cu ecliptica.